# كارل إدوارد بيلي
كارل إدوارد بيلي (بالإنجليزية: Carl Edward Bailey)‏ هو محامي وسياسي أمريكي، ولد في 8 أكتوبر 1894 في بيرني في الولايات المتحدة، وتوفي في 23 أكتوبر 1948 في ليتل روك في الولايات المتحدة بسبب نوبة قلبية. حزبياً، نشط في الحزب الديمقراطي. وقد انتخب حاكم أركنساس ‏ (12 يناير 1937 – 14 يناير 1941).